# Conrad Wasmer
Conrad (von) Wasmer (* 3. März 1627 in Itzehoe; † 12. Oktober 1705 in Glückstadt) war ein deutscher Jurist.

## Leben und Wirken
Conrad Wasmer war ein Sohn von Hinrich Wasmer (* 14. August 1588 in Meldorf; 18. September 1643 ebenda) und dessen Ehefrau Beata, geborene Schmidling. Sein Vater war ein Landvogt von Süderdithmarschen. Der Großvater mütterlicherseits namens Conrad Schmidling war ein Bürgermeister von Itzehoe und verheiratet mit Anna, geborene Ellerhorst.
1642 schrieb sich Wasmer für ein Jurastudium an der Universität Rostock ein. Er schloss das Studium vermutlich dort ab. Danach ging er auf Grand tour. Er schrieb sich dabei nachweislich 1649 in Leiden, 1652 in Orléans und 1655 in Heidelberg ein. Aufgrund der zeitlichen Abstände und Reihenfolge der dokumentierten Aufenthalte ist anzunehmen, dass er auch Italien und die seinerzeit sonst üblichen Universitätsstädte London und Paris besuchte. Während der Reise wurde er zum Lizentiaten beider Rechte ernannt. Aufgrund dieses Bildungsweges und seiner Titel ist davon auszugehen, dass er aus einem reichen Elternhaus stammte, das sich um gesellschaftlichen Aufstieg bemühte.
Wasmer stellte sich in Dienste des dänischen Königs und besuchte 1657 als Legationssekretär den Reichstag in Regensburg. 1658 ist er als Respondent wieder an der Universität Heidelberg überliefert. Später arbeitete er als Rat bei der königlichen Regierungs- und Justizkanzlei in Glückstadt. Als solcher besuchte er wiederholt Kreistage des Niedersächsischen Kreises. Als Unterhändler nahm er an den Verhandlungen Herzog Joachim Ernst von Schleswig-Holstein-Sonderburg-Plön über die Erbschaftsverteilung der Grafschaft Oldenburg und bedeutende Abkommen seiner Zeit zwischen dem König Friedrich III. und dem Herzog Christian Albrecht von Schleswig-Holstein-Gottorf teil. Hierzu gehörten der Glückstädter Rezess, der Ehevertrag zwischen Herzog Christian Albrecht und Friederike Amalie von Dänemark und der Altonaer Vertrag.
1680 wurde Wasmer in Glückstadt zum Vizekanzler ernannt. Da der Kanzler oftmals nicht vor Ort war, leitete Wasmer de facto die Behörde. Ab 1684 arbeitete er zudem als Landkanzler beim Landgericht. 1685 wurde er zum Etatsrat ernannt. Der dänische König erhob ihn am 21. September 1695 in den erblichen Adel.

## Familie
Wasmer heiratete 1658 in erster Ehe Margareta Steenmann, die am 10. August 1667 starb. Sie war eine Tochter des Hauptmanns Hinrich Steenmann. Aus dieser Ehe gingen zwei Kinder hervor, die früh starben.
In zweiter Ehe heiratete Wasmer am 3. September 1668 Margareta Bruhn (* 28. Juni 1651; † 13. Februar 1676). Ihr Vater Jacob Bruhn (1624–1670) war ein Landvogt von Süderdithmarschen und verheiratet mit Abel, geborene Dohrn aus Wilster. Aus dieser Ehe stammte der Sohn Johann Jacob von Wasmer.
In dritter Ehe heiratete Wasmer am 22. November 1676 Christiane Rehder, die am 16. November 1697 begraben wurde. Ihr Vater, der Jurist Johann Rehder, stammte aus Wilster. Aus Wasmers dritter Ehe stammten zwei früh verstorbene Söhne und eine Tochter.